# Palazzo Bembo

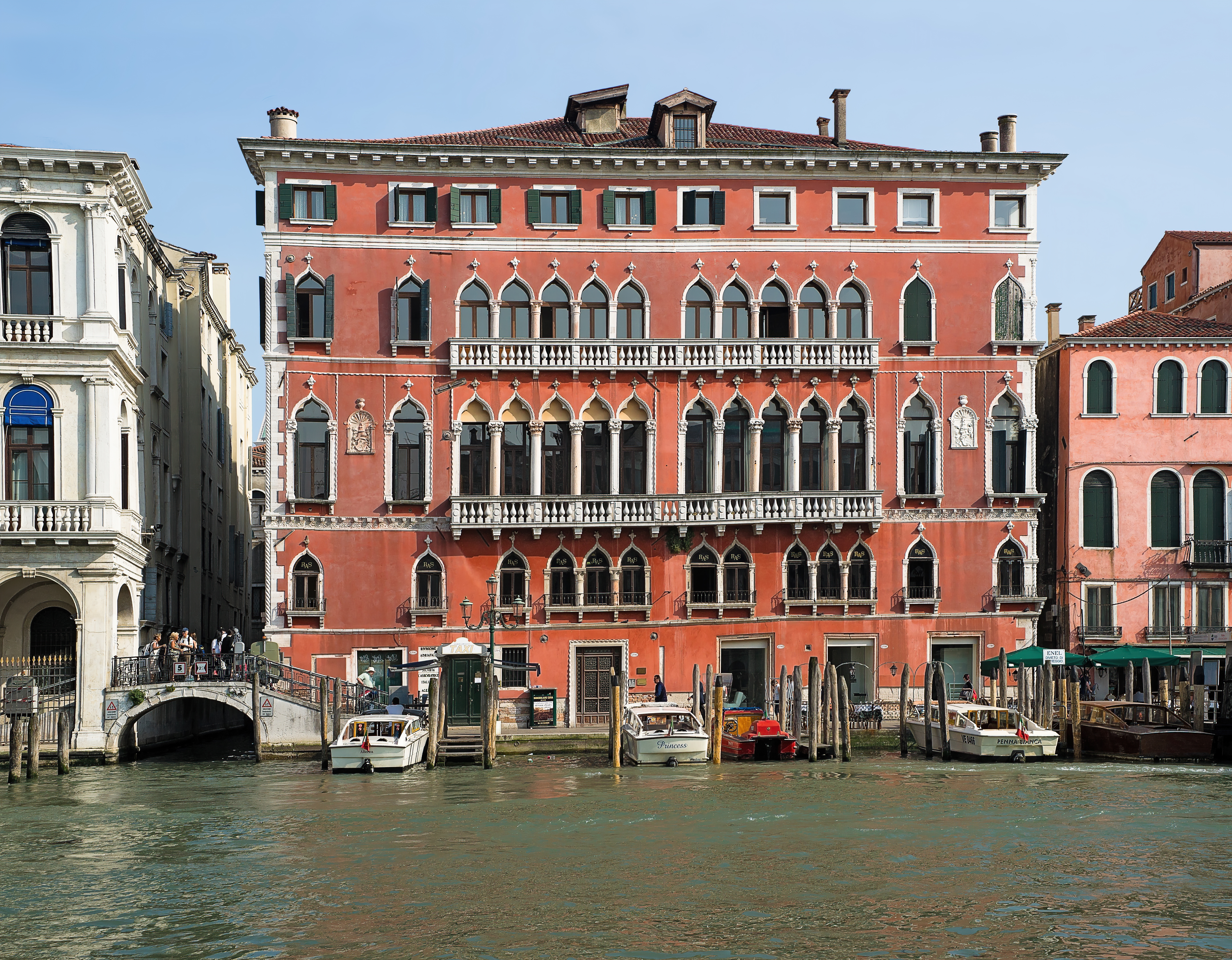
Palazzo Bembo

Palazzo Bembo ist ein Palast in Venedig in der italienischen Region Venetien. Er liegt im Sestiere San Marco mit Blick auf den Canal Grande in der Nähe der Rialtobrücke und neben dem Palazzo Dolfin Manin.

## Geschichte
Der Palast wurde im 15. Jahrhundert im Auftrag der Familie Bembo errichtet und wurde über die Jahrhunderte mehrmals umgestaltet, insbesondere innen, aber außen ist mit Ausnahme des Dachgeschosses noch sein ursprüngliches Gesicht erhalten.
Heute ist der Palazzo Bembo Sitz einer Hotelgruppe und Ausstellungsraum für zeitgenössische Kunst.

## Beschreibung
Die Fassade des Palazzo Bembo, die ein exzellentes Beispiel für die Vereinigung mehrerer Baustile durch den Gebrauch verschiedener Elemente, wie einen durchgehenden Balkon, ist, zeigt mit ihren drei Ebenen von Bogenfenstern eine klare Ausrichtung auf die venezianische Gotik: Dadurch kommt den Paaren von Fünffachfenstern im ersten Hauptgeschoss und im Stockwerk darüber besondere Bedeutung für den einfachen Anblick zu. Die einzelnen Stockwerke sind durch steinerne Gesimse, die mit Halbreliefs verziert sind, getrennt.
Innen ist eine große Treppe aus dem 17. Jahrhundert in der Eingangshalle erhalten, die zum ersten Hauptgeschoss führt. Dort findet man Barockverzierungen aus derselben Zeit. Die Eingangshalle, auch Empfangshalle, liegt hinter dem rechten Mehrfachfenster.